# Old Acquaintance
Old Aquaintance is een film uit 1943 onder regie van Vincent Sherman. De film is gebaseerd op een toneelstuk van John Van Druten, die 170 voorstellingen lang te zien was op Broadway. De eerste voorstelling, waar Jane Cowl, Peggy Wood en Kent Smith de hoofdrollen in hadden, ging in première op 23 november 1940.
Bette Davis, die de hoofdrol heeft in de film, vroeg Norma Shearer aan voor de rol van Millie Drake. Nadat zij weigerde, werd Miriam Hopkins gecast. De twee werden tijdens het filmen grote rivalen van elkaar. Davis vond dat Hopkins Davis probeerde te overtreffen. Ze grapte later dat ze zich niet inhield in een scène waarin ze Hopkins door elkaar moest schudden.
De film werd in 1981 een opnieuw gedraaid onder de titel Rich and Famous. Jacqueline Bisset en Candice Bergen hadden de hoofdrollen in de nieuwe versie.

## Verhaal
Kit Marlowe en Millie Drake zijn twee beste vriendinnen die er naar streven schrijfsters te worden. Kit wordt dit, terwijl Millie zich richt op het beginnen van een gezin. Echter, ze is openlijk jaloers op Kit en start daarom zelf ook een carrière als auteur. De rollen worden al gauw omgedraaid als Kits populariteit daalt en Millies boeken aanslaan bij het publiek. Terwijl de twee vrienden al gauw rivalen worden, krijgt Millie ook nog problemen met haar gezin, die ze verwaarloost.

## Rolverdeling
| Acteur         | Personage      |
| -------------- | -------------- |
| Bette Davis    | Kit Marlowe    |
| Miriam Hopkins | Millie Drake   |
| Gig Young      | Rudd Kendall   |
| John Loder     | Preston Drake  |
| Dolores Moran  | Deirdre Drake  |
| Phillip Reed   | Lucian Grant   |
| Roscoe Karns   | Charlie Archer |
| Anne Revere    | Belle Carter   |
| Esther Dale    | Harriet        |